# Костюшко-Валюжинич Карл Казимирович
Карл Костюшко-Валюжинич (іноді — Косцюшко-Валюжинич; 20 квітня (2 травня) 1847, Могильов — 14 (27) грудня 1907, Севастополь) — археолог, засновник та перший директор Херсонеського музею в місті Севастополі.

## Життєпис
Народився в Могильові, ріс у маєтку Нове Село, розташованому поблизу білорусько-латвійського кордону, на правому березі Західної Двіни, в гирлі річки Росиця. Його батько, небагатий дворянин, титулярний радник, походив з колишньої шляхти Великого Князівства Литовського.
У 1859 році студіював на підготовчому відділенні Інституту гірничих інженерів в Петербурзі. Навчання не завершив і повернувся в садибу батьків, де ще три роки займався сільським господарством.
У 1859 р. залишив садибу заради посади помічника головного інженера в Правлінні Динабурзько-Вітебської залізниці. Мав хворобу легенів, що спричинило переїзд на південь імперії в місто Севастополь. Продовжив працювати бухгалтером, тепер вже в Правлінні Лозово-Севастопольської залізниці.
У 1881 р. завершив служити на залізниці, придбав у власність будинок в Севастополі. Став неофіційним редактором місцевої газети «Севастопольський листок». Сам цікавився історією Криму, у 1882 р. заснував Гурток прихильників історії та старожитностей Криму, який згодом матиме власні бібліотеку та невеликий музей. Згодом до гуртка залучилися сам губернатор, мер Севастополя, голова Севастопольського порту та інші.
З січня 1885 року Косцюшко-Валюжинич став банківським службовцем. В тому ж році його обрали дійсним членом Імператорського Одеського товариства історії та старожитностей.
З 1888 р. за рекомендації віце-президента Імператорського Одеського товариства Юргевича В. Н. Косцюшко-Валюжинич отримав посаду голови «Складу (музею) місцевих старожитностей» та право на проведення розкопок в Херсонесі Таврійському. Подальші 20 років він як археолог працював в Херсонесі, де заснував археологічний музей на околиці давньогрецького міста.

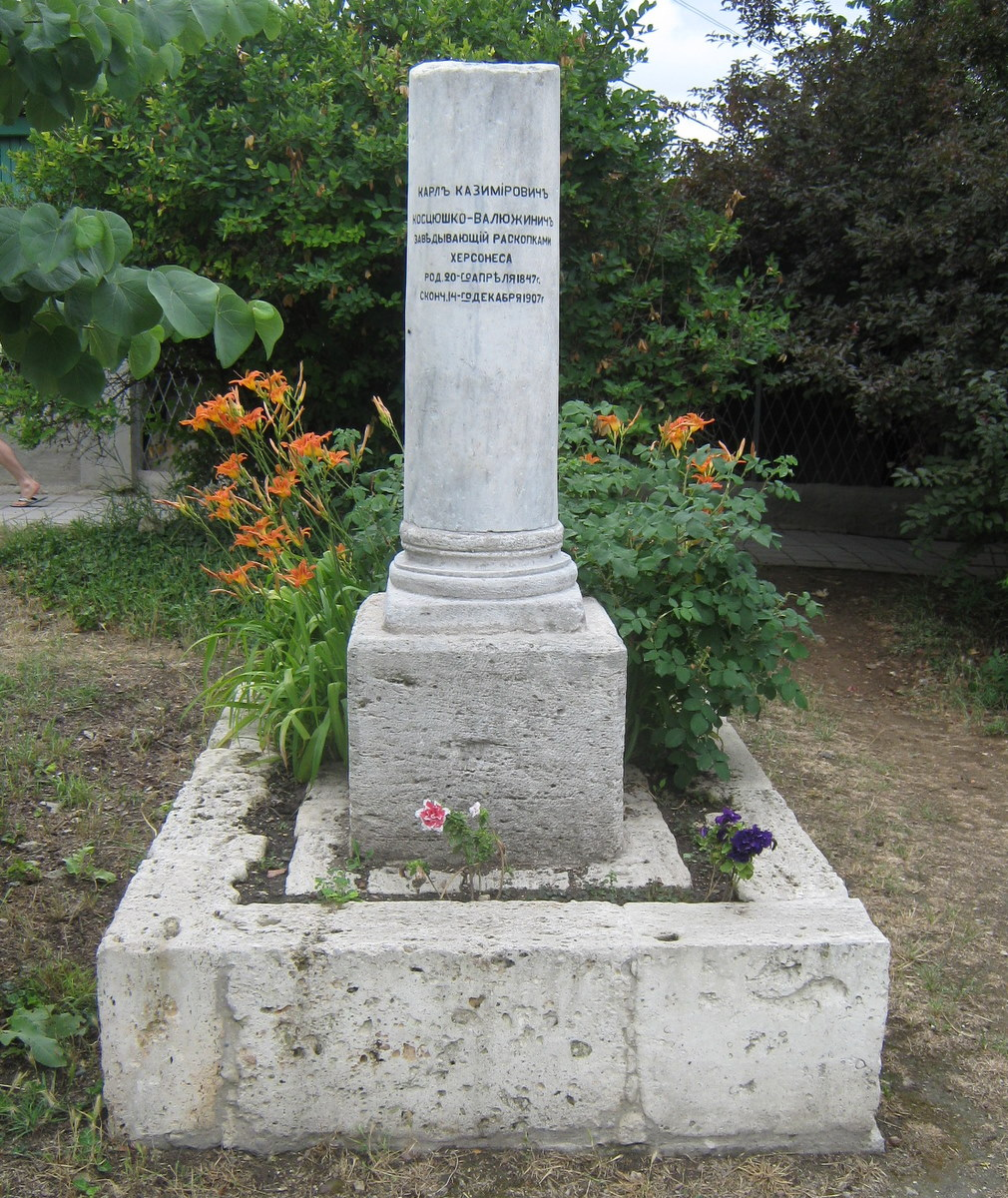
Могила Карла Косцюшко-Валюжинича

Помер у Севастополі 27 грудня 1907 року. Похований на території Національного заповідника «Херсонес Таврійський».

## Архів дослідника
Мав власний архів, більш як 5.000 одиниць якого збережено. Серед архівних джерел — * щоденники археолога
- довідки-протоколи в Археологічну комісію
- замальовки розкопів та фотозвіти, які робив дослідник
- наукове листування тощо.

Від 2009 р. частку архіву дослідника оцифрували та зробили відкритим для вивчення в електронній формі.
Найякісніші археологічні пам'ятки, що мали значну мистецьку вартість, ставали надбанням Імператорського Ермітажу.
Частку знахідок з Херсонесу Таврійського зберігають також —
- Державний Історичний музей в Москві
- Музей образотворчих мистецтв імені Пушкіна

## Родина
Був одружений, дружина — Марія Павлівна. Родина мала трьох синів та чотирьох дочок.